# 11947 Kimclijsters
11947 Kimclijsters eller 1993 PK7 är en asteroid i huvudbältet som upptäcktes den 15 augusti 1993 av den belgiske astronomen Eric W. Elst vid CERGA-observatoriet. Den är uppkallad efter tennisspelaren Kim Clijsters.
Asteroiden har en diameter på ungefär 9 kilometer och den tillhör asteroidgruppen Themis.